# Мусон
Мусонът е сезонно проявяващ се вятър, характерен за южните, югоизточните и източните крайбрежни зони на Азия и северните на Австралия. От динамична гледна точка мусоните представляват макротечения, които участват в общия кръговрат на атмосферата на земното кълбо. Мусонните ветрове биват летни и зимни.
Етимологията на думата идва от арабската дума за сезон, транскрибирана като „маузем“ (mausem). Думата се разпространява в Европа от португалски мореплаватели, описали за пръв път това природно явление. Това се случва през 16 век, когато се наложило да плават в ужасните условия на мусон.

## Летен мусон
През лятото над северната част на Индийския океан настъпва повишение на налягането. Над континента вследствие силното прегряване на приземния въздух и поради динамични причини, определени от настъпилото изменение в характера на общата атмосферна циркулация, в обширни пространства настъпва общо понижение на налягането (депресия). Между океана от една страна, и сушата – от друга страна, се създават големи барометрични градиенти, като налягането се понижава много бързо от океана към континента. Благодарение на това се пораждат ветрове с направление от океана към сушата. Под влияние на отклоняващата сила на земното въртене тези ветрове имат югозападна посока в Северното и северозападна в Южното полукълбо. Появилите се океански ветрове носят много влажен и неустойчив въздух. Той става причина за извънредно обилни дъждове над полуостров Индостан, във вътрешността на Индия, Мианмар, полуостров Индокитай, южните райони на Китай и над други части на континента. Мусонните валежи продължават от юни до ноември. В индийското селище Черапунджи благодарение на мусоните падат най-големите годишни валежи на Земята (среден годишен валеж около 11 000 mm, а в изключителни случаи и до 20 000 mm. Летния мусон се се появява и на други места по Земята – в Централна Америка, Източна Азия, Североизточна Австралия.

## Зимен мусон
През зимните месеци настъпва обратен процес: във вътрешността на континента се образува обширен антициклон, а над океана – относително понижение на налягането. В резултат на това се създават условия за пренос на студен и беден на влага континентален въздух към крайбрежието. На това влияние се дължи много студената и почти безснежна зима в северната част на Китай. В Индия поради защитното влияние на Хималаите континенталният въздух се затопля адиабатически и заради това не се образува никаква облачност. Ясното време и силното слънчево греене в тези ширини допринася още повече за прегряването на въздуха. В резултат на всичко това „зимният“ период в Индия и изобщо в Югоизточна Азия се отличава с големи горещини и продължителни засушавания. Горещините са най-големи през май, непосредствено преди настъпването на летния мусон.
Мусоните се проявяват сравнително редовно. Всяка година те започват и приключват приблизително по едно и също време. Понякога обаче се наблюдава избързване или закъсняване на мусона. особено фатално е закъсняването му в Индия. Известни са в историята много случаи на масово гладуване там вследствие неурожай поради ненавременното настъпване на мусонните валежи. През последните години, за да се ограничат последиците от подобни бедствия, се предприемат хидромелиоративни строежи в застрашените райони.